# Shin seiki Evangelion - Battle Orchestra
Shin seiki Evangelion - Battle Orchestra (新世紀エヴァンゲリオン バトルオーケストラ?, Shin seiki Evangerion - Batoru Ōkesutora) è un videogioco picchiaduro pubblicato esclusivamente in Giappone nel 2007 per PlayStation 2 e nel 2009 per PlayStation Portable.
Il gioco ruota intorno ai combattimenti fra le unità Eva e gli angeli, personaggi tratti dalla serie animata giapponese Neon Genesis Evangelion. I personaggi selezionabili come piloti sono Shinji Ikari, Asuka Sōryū Langley, Tōji Suzuhara, Kensuke Aida e Rei Ayanami. La trama del gioco e la sequenza dei combattimenti variano in base al personaggio scelto. Oltre alle tradizionali unità Evangelion e agli angeli presenti nella serie animata originale, è presente come personaggio giocabile il Gunbuster dell'omonima serie OAV dello studio Gainax.

## Unità giocabili

### Unità Evangelion
- Unità 00
- Unità 01
- Unità 02
- Unità 03
- Unità 04
- Unità Mass Production Model
- Evangelion Alpha
- Evangelion Beta
- Evangelion Unità 00 (Rebuild of Evangelion, esclusiva PSP)
- Evangelion Unità 01 (Rebuild of Evangelion, esclusiva PSP)

### Angeli
- Lilith (esclusiva PSP)
- Sachiel
- Shamshel
- Ramiel
- Gaghiel
- Israfel
- Sandalphon (non giocabile, appare come ostacolo)
- Sahaquiel
- Leliel
- Zeruel
- Bardiel

### Altre Unità
- Jet Alone
- Gunbuster

## Accoglienza
La versione per PlayStation Portable ha venduto 7082 copie nella prima settimana di uscita.